# Döblön
Döblön (románul: Dălghiu) falu Romániában, Erdélyben, Brassó megyében.

## Fekvése
Bodzavám közelében fekvő település.

## Története
Döblön korábban Bodzavám része volt, 1956-ban 128 lakossal. 1966-ban 143 lakosából 139 román, 4 magyar, 1977-ben 133 lakosából 132 román, 1 magyar, az 1992-es népszámláláskor pedig 878 lakosából 873 román, 5 magyar volt. 